# Croom Castle
Croom Castle (oder Crom Castle, Castle of Crom, irisch Caisleán na Croma) ist die Ruine einer Niederungsburg in der Stadt Croom im irischen County Limerick. Das Tower House aus dem 13. Jahrhundert ist als eine der Hauptwohnstätten des Kildare-Zweiges der FitzGerald-Dynastie bekannt. Ihr alter Kriegsruf „Crom a Boo“ (irisch Crom abú, dt.: Crom für immer!) ist von der strategischen Festung abgeleitet. Vor der Zeit der FitzGeralds stand dort eine ältere Festung der O’Donovans.
Die Burg liegt an einer strategisch bedeutenden Flussbiegung des Maigue, von „cromadh“ (dt.: Flussbiegung) ist ihr Name abgeleitet.

## Festung der O’Donovans
Das Gelände, auf dem Croom liegt, war bis zur anglonormannischen Eroberung Irlands das Territorium von Uí Cairpe, wo die O’Donovans die führende Familie waren. Uí Cairpe war Teil des größeren, regionalen Königreiches Uí Fidgenti, dessen Reste damals zwischen dem Königreich Demond im Süden und dem Königreich Thomond im Norden, gegenseitige Rivalen, lag. Uí Fidgenti wurde 1178 von Domnall Mór Ua Briain bedrängt, aber einige O’Donovans blieben in der Gegend und ein gewisser Dermot O’Donovan ließ – laut der Topographical Description of Ireland von Samuel Lewis aus dem Jahre 1837 – irgendwann während der Regentschaft von Johann Ohneland oder kurz vorher die erste Festung und Croom erbauen. Laut Lewis geschah dies, um die Ländereien zu sichern, die sie kurz vorher den McEnirys (ihren Verwandten in Uí Fidgenti) abgenommen hatten. Die Linie der O’Donovans ist aber weit vorher schon mit Croom verbunden: In einem Manuskript aus den 1130er-Jahren wurden sie im Caithréim Chellacháin Chaisil (dt.: Die siegreiche Karriere des Cellachán von Cashel) erwähnt. Dort ist ein Vorfahr der O’Donovans, Uaithne mac Cathail (um 960), erwähnt und mit Cromadgh, wie Croom Mitte des 12. Jahrhunderts genannt wurde, in Verbindung gebracht.
Einige mündliche Überlieferungen erwähnen, dass die O’Donovans vom Baronat Carbery von Crom Ua Donnabáin († 1254) abstammen sollen, der in den Annalen An Crom („der Krumme“) genannt wird. Sie bringen ihn auch mit dem Bau des Castle of Crom in Verbindung, aber diese Assoziation zwischen An Crom und dem Castle of Crom, die auf den Ähnlichkeiten der Namen und Schreibweisen beruht, wurde mehrmals widerlegt.
Eine frühe Quelle um das Jahr 1690 erwähnt keinen Erbauer der Burg mit Namen:

„(…) die O’Donovans, eine Familie von königlicher Herkunft unter den Iren. Sie kamen hierher aus Coshma im County Limerick und bauten hier das berühmte Castle of Crome, dass später an den Earl of Kildare fiel und ihm sein Motto „Crome aboo“ gab, das immer noch auf seinem Wappenschild geschrieben steht.“

Ein Zweig der O’Donovans und ein Überbleibsel von Uí Fidgente wohnte in Croom fast ohne Unterbrechung mehr als acht Jahrhunderte; ihren derzeitigen Bauernhof besitzen sie seit mehr als vier Jahrhunderten, aber sie lebten nicht mehr in dem Tower House, seit die Earls of Kildare dort ihren Wohnsitz genommen haben.
Man nimmt an, dass das Tower House Anfang des 13. Jahrhunderts, nach früheren Angriffen auf die Stadt, errichtet wurde. Ein solcher Angriff ist für das Jahr 1151 verzeichnet, als Ruaidhri, Sohn des Toirdhealbhach Ua Conchobhair, einen großen Raubzug nach Thomond unternahm, viele Kühe mitnahm und Cromadh niederbrannte.
Heute ist die Burg wenig mehr als eine große, schwierig zu identifizierende Ruine. Zwei Mauern des Turms sind stehengeblieben, auch wenn beide bis zur Hälfte ihrer ursprünglichen Höhe eingestürzt sind. Die beiden anderen Mauern des Turms sind zu einem sehr großen Haufen von Fels und Ziegeln zusammengefallen.

## Crom a Boo
Das Motto der Familie FitzGerald ist „Crom-a-boo“ (irisch Crom abú, dt.: Crom für immer).